# Sokółka Okna i Drzwi
Sokółka Okna i Drzwi – polskie przedsiębiorstwo założone w 1972 roku zajmujące się produkcją okien drewnianych, drewniano-aluminiowych i skandynawskich, a także drzwi podnoszono-przesuwnych.
Główna siedziba przedsiębiorstwa znajduje się w Sokółce, a jej oddziały w prawie wszystkich województwach Polski.
Od jesieni 2006 roku przedsiębiorstwo jest częścią międzynarodowej grupy Inwido AB, wywodzącej się ze Szwecji. Wartość rocznych obrotów grupy przekracza 330 mln euro. W północnej Europie jest ona jednym z największych producentów okien i drzwi.

## Historia[2]
- 1972 – Powstanie przedsiębiorstwa
- 1997 – Sokółka zmienia nazwę i logo (poprzednia nazwa to Stolbud Sokółka)
- 1998 – Sokółka jako pierwsza firma w Polsce uzyskuje certyfikat ISO 9001 (spośród producentów okien drewnianych)
- 2006 – Sokółka wchodzi do Grupy Inwido
- 2007 – Proces modernizacji firmy – zainwestowano ponad 14 milionów PLN w renowację hal produkcyjnych oraz gruntowną wymianę parku maszynowego
- 2009 – Opracowanie i wprowadzenie do oferty nowych linii okien i drzwi balkonowych podnoszono – przesuwnych

## Nagrody i certyfikaty
- Nagroda Głównego Inspektora Nadzoru Budowlanego jako świadectwo doskonałej jakości wykonania, bardzo dobrych parametrów termicznych oraz innowacyjności rozwiązań w budowie okien linii STYLE, THERMO i ELITE[3].
- ELITE 92 – najlepsze okno energooszczędne. Okno drewniane ELITE 92 zostały laureatem w programie „VIP – Najlepsze Okna i Drzwi” w kategorii Energia Premium[4].
- Produkt Przyjazny dla Mojego Domu. Redakcja Poradnika Budowlanego MÓJ DOM oraz Kapituła Nagrody przyznają tytuł Produkt Przyjazny dla Mojego Domu na rok 2010 za okno drewniane ELITE92[5]
- Przedsiębiorstwo FAIR PLAY. Wyróżnienie nadane za uczciwe i etyczne postępowanie w biznesie[6]
- Dyplom Międzynarodowych Targów Szczecińskich. Wyróżnienie w konkursie 19. Międzynarodowych Targów Budowlanych BUD-GRYF SZCZECIN 2010 za energooszczędne okno drewniano-aluminiowe z dodatkową szybą ELIT 92 Alu+[7]
- ELITE 92- Najlepsze energooszczędne okno drewniane w konkursie VIP- Najlepsze okna i drzwi[8]
- Lider Stolarki Budowlanej 2008 według miesięcznika „Forum Branżowe”[9].
- Złoty Kask w konkursie organizowanym przez Polską Izbę Handlową otrzymały linie okien drewnianych i drewniano-aluminiowych STYLE, THERMO, ELITE[10].
- Złoty Kask – nagroda przyznana energooszczędnym liniom okien wprowadzonym do oferty przedsiębiorstwa wiosną 2009r[11]
- Najlepsza Marka Budowlana 2008 wśród producentów okien drewnianych w kategorii Okna elewacyjne. Wyróżnienie w kategorii Drzwi wewnętrzne[12].
- Rekomendacja Business Centre Club jako rzetelne i wiarygodne przedsiębiorstwo przestrzegająca zasad etyki kupieckiej i akceptująca zasady kodeksu honorowego[13].
- Srebrny Kask – nagroda dla energooszczędnych okien przedsiębiorstwa, przyznana na Międzynarodowych Targach Budowlanych BUD-GRYF w Szczecinie[14].
- Srebrny Laur Klienta 2006 w kategorii Okna drewniane[15]
- Złoty Filar Budownictwa – I miejsce w konkursie targowym XXXV Targów Budownictwa TWÓJ DOM 2009 dla linii okien STYLE, THERMO, ELITE[16]
- Złoty Medal – nagroda przyznana energooszczędnym liniom okien wprowadzonym do oferty przedsiębiorstwa wiosną 2009 podczas XXIV Targach Budownictwa Mieszkaniowego, Modernizacji i Wykończenia Wnętrz w Katowicach[17].
- Zgodnie z rytmem natury – wyróżnienie przyznane za uratowanie 1812 drzew przeznaczonych do wycięcia, poprzez wykorzystanie przez spółkę materiałów pochodzących z odzysku[18].